# Lady Gaga
  Lady Gaga  (anglès: Stefani Joanne Angelina Germanotta)  (Hospital Lenox Hill, 28 de març de 1986), nom artístic de Stefani Joanne Angelina Germanotta, és una cantant, compositora, actriu, pianista, activista i empresària estatunidenca. Va saltar a la fama amb el seu primer disc, The Fame, l'any 2008.
Ha publicat set àlbums d'estudi en solitari (per ordre, The Fame, l'EP The Fame Monster, Born This Way, Artpop, Joanne, Chromatica i Mayhem), una banda sonora original (A Star is Born) amb Bradley Cooper i un àlbum de jazz (Cheek to Cheek) amb Tony Bennett, entre d'altres.
Al llarg de la seva carrera, ha estat premiada amb 12 premis Grammy de 31 nominacions en total, set premis Billboard Music de 38 nominacions, tres premis Brit de sis nominacions i divuit premis MTV VMA de 38 nominacions, entre molts d'altres. També té un lloc dins el Saló de la Fama dels Compositors, així com un Oscar i dos Globus d'Or gràcies als seus papers com a actriu a A Star is Born i American Horror Story.
Les seves inspiracions són artistes glam rock com David Bowie i Queen, així com estrelles del pop com Madonna i Michael Jackson. També ha manifestat que una font d'inspiració per a les seves lletres, la seva música, la seva estètica i les seves actuacions, organitzades pel seu equip artístic Haus of Gaga, són la moda, el moviment LGTB i l'escena drag.

## Biografia
Stefani Joanne Angelina Germanotta, coneguda pels seus com Stefani o Stef, va néixer el 28 de març del 1986 al Lenox Hill Hospital, al barri novaiorquès de Lenox Hill, Manhattan. El seu pare és Joseph "Joe" Germanotta, un empresari d'ascendència italiana, i la seva mare Cynthia Bissett, una activista i filantropa d'ascendència francocanadenca. Té també una germana petita anomenada Natali. Noia prodigi, va aprendre a tocar el piano als quatre anys, va escriure la seva primera balada de piano als 13 anys i va començar a actuar als 14.
Als 11 anys, Lady Gaga va començar a assistir a l'escola privada catòlica del Convent del Sagrat Cor al barri d'Upper East Side a Manhattan, encara que ella ha subratllat que no ve d'una família benestant. A l'escola, era una noia aplicada i estudiosa, però a la vegada insegura i excèntrica, cosa que li va causar burles i problemes amb els companys. Ja llavors, destacava per les seves dots artístiques i de cant.
Amb 17 anys, Germanotta va ser admesa a l'escola d'art Tisch School Of The Arts de la Universitat de Nova York. Va estudiar música i va millorar les seves habilitats en composició, fent assaigs i anàlisis d'art, religió, temes socials i política. El segon semestre del segon any, va deixar l'escola per centrar-se en la seva carrera musical. El seu pare va acceptar a pagar-li un any de lloguer amb la condició que tornés a l'escola Tisch si no tenia èxit. Així, Gaga va començar a buscar algú que vulgués ajudar-la amb els seus projectes musicals.

## Carrera

### 2005-2007: Stefani Germanotta Band iLady Gaga and the Starlight Revue
Germanotta va firmar un contracte inicialment amb Def Jam Recordings als 19 anys, però va abandonar la discogràfica al cap de tres mesos. Poc després, la seva anterior companyia la va introduir com a compositora juntament amb RedOne. La primera cançó que va produir amb RedOne va ser "Boys Boys Boys", un mash-up inspirat per les cançons "Girls, Girls, Girls" de Mötley Crüe i "T.N.T." d'AC/DC. Es va traslladar a un apartament a Lower East Side i va enregistrar un parell de cançons amb el cantant de hip-hop Grandmaster Melle Mel per a un audiollibre del llibre infantil The Portal in the Park de Cricket Casey.

Gaga actuant a The Bazaar (Atlanta, Geòrgia)

Més tard va formar una banda anomenada Stefani Germanotta Band amb alguns amics de la universitat. Van enregistar un EP autoproduït anomenat Red & Blue amb les seves balades, en un estudi ubicat sota una botiga de licors de Nova Jersey, que es va convertir en una discoteca. Mentrestant, va començar a experimentar amb les drogues mentre actuava en actuacions neoburlesques. El seu pare no va entendre per què havia estat prenent drogues i no va dirigir-se a ella durant uns quants mesos.
El productor de música Rob Fusari, que l'havia ajudat a escriure les seves primeres cançons, va comparar el seu estil vocal amb el de Freddie Mercury. Fusari va ser qui va crear per equivocació el nom de Gaga, que prové de la cançó Radio Ga Ga de Queen. Mentre Lady Gaga estava en procés de buscar un nom artístic va rebre un missatge de text de Fusari anomenant-la "Lady Gaga" (traduït al català, senyora Gaga). Ell va explicar que:
| «            | Cada dia, quan l'Stef venia a l'estudi, en comptes de dir "hola", començava a cantar Radio Ga Ga. Aquesta era la seva cançó d'entrada. Lady Gaga va ser de fet un glitch. Vaig escriure 'Radio Ga Ga' en un missatge de text amb autocorreció i d'alguna manera 'Radio' va canviar a 'Lady'. Ella em va respondre escrivint: "Ja ho tenim". Des d'aquell dia, ella ja era Lady Gaga. Va ser com: "no em tornis a dir Stefani mai més." | » |
| — Rob Fusari | |   |

Al llarg de l'any 2007, Lady Gaga va col·laborar amb l'artista Lady Starlight, a la qual ajudava a crear el vestuari dels espectacles. Les dues van començar a tocar en discoteques novaiorqueses com Mercury Lounge, The Bitter End i Rockwood Music Hall, en actuacions conegudes com a "Lady Gaga and the Starlight Revue". Anunciades com "The Ultimate Pop Burlesque Rockshow", les seves actuacions eren un homenatge al teatre de varietats. L'agost del 2007, Lady Gaga i Starlight van ser convidades a actuar al festival Lollapalooza de Chicago. La crítica les va aclamar i l'actuació va rebre valoracions molt favorables. Ja que s'havia centrat inicialment en l'avantguarda i la música electro-dance, Lady Gaga va trobar el seu lloc musical definitiu quan va començar a incorporar a la seva música melodies pop i glam rock inspirades en David Bowie i Queen.
Fusari va enviar les cançons que produïa amb Lady Gaga al seu amic i productor Vincent Herbert, el qual es va afanyar a firmar un contracte entre ella i Streamline Records, segell d'Interscope Records. Lady Gaga atribueix a Herbert el seu salt a la popularitat, i va dir que "realment sent que estan aportant molt al pop, i que ho seguirant fent". Havent treballat com a compositora per a Famous Musik Publishing, que després seria adquirida per Sony/ATV Music Publishing, va arribar a un acord amb Sony/ATV per publicar la seva música. Com a resultat, se la va contractar per escriure cançons per a Britney Spears, New Kids on the Block, Fergie i les Pussycat Dolls. Mentre estava escrivint a Interscope, el cantant i compositor Akon li va reconèixer les habilitats vocals quan ella estava cantant una referència vocal. Llavors, ell va convèncer el president d'Interscope-Geffen-A&M, Jimmy Iovine, per firmar un contracte de forma conjunta i permetre a Akon tenir-la al seu segell discògrafic, Kon Live Distribution. Lady Gaga va continuar la seva col·laboració amb RedOne, amb qui va produir Just Dance i Poker Face, per al seu àlbum debut. També va col·laborar amb Cherrytree Records, un altre segell d'Interscope amb el qual va produir i coescriure quatre cançons per Martin Kierszenbaum incloent-hi el single Eh, Eh (Nothing Else I Can Say).

### 2008-2010:The FameiThe Fame Monster

Gaga durant la seva gira The Monster Ball Tour el 2010.

El 2008, Lady Gaga es va traslladar a Los Angeles per acabar el seu àlbum debut The Fame. Lady Gaga va afirmar que en aquest disc utilitzaria gèneres musicals molt diversos, com heavy metal o música urbana. L'àlbum va rebre crítiques molt positives. Per exemple, a metacritic va obtenir una puntuació de 71 sobre 100. Va arribar al número 1 a països com Àustria, el Regne Unit, Canadà i Irlanda, i al número 2 als Estats Units.
Just Dance, que va ser el seu primer senzill, va sortir al mercat el dia 8 d'abril del 2008 i va arribar al número 1 en països com els Estats Units, Austràlia, Països Baixos, Irlanda o el Regne Unit, i al número 2 a països com Hongria o el Japó. La cançó va estar nominada als premis Grammy a la categoria de Millor cançó Dance, però no va guanyar. El segon senzill Poker Face es va publicar el 23 de setembre de 2008. La cançó va arribar al número 1 a quasi vint països, entre els quals es troben grans mercats mundials de la música. L'11 d'abril de 2009, el senzill va arribar ser el seu segon número 1 consecutiu als Estats Units.
Gaga va començar llavors la seva primera gira nacional com a telonera amb New Kids on the Block: Live, del grup New kids on the block, els quals també pertanyien a Interscope. La gira va començar a l'octubre de 2008 i va acabar a finals de novembre. Finalment, el 12 març de 2009, a la ciutat de San Diego, va començar la seva primera gira pròpia a nivell mundial, anomenada The Fame Ball Tour, la qual va acabar el 19 de setembre del mateix any a la capital estatunidenca. A les actuacions d'Oceania va ser telonera de les Pussycat Dolls. A l'octubre de 2009, va rebre el premi Rising Star of 2009 de la revista Billboard.
Vist l'èxit de The Fame, el 26 d'octubre de 2009 s'estrenà Bad Romance, que fou el primer senzill del seu EP de vuit temes The Fame Monster, publicat el 18 de novembre de 2009. Aquest àlbum, segons Lady Gaga, tracta sobre les seves experiències amb la fama entre els anys 2008 i 2009. Bad Romance va arribar al número 1 a diversos països com ara els Estats Units i el Regne Unit, convertint-se en una de les cançons més recordades de l'artista. Altres senzills destacats de l'àlbum foren Alejandro i Telephone (en col·laboració amb Beyoncé). Simultàniament, col·laborà a la cançó Video Phone del disc I am... Sasha Fierce de Beyoncé.
Després de cancel·lar-se sobtadament abans de l'estrena una gira col·laborativa amb Kanye West, Gaga va iniciar la seva segona gira mundial anomenada The Monster Ball Tour el 27 de novembre de 2009 a Mont-real, i va acabar-la el 6 de maig de 2011 a Ciutat de Mèxic. La gira fou un èxit i va batre diversos rècords per ser una gira d'artista principiant.

### 2011-2013:Born this Way, A Very Gaga HolidayiThe Born This Way Ball Tour

Lady Gaga interpretant «Judas» a Good Morning America.

El tercer àlbum de Gaga, Born This Way, es va publicar el 23 de maig de 2011. Descrit com «una unió entre la música electrònica amb el metal o el rock'n'roll, el pop, melodies èpiques amb un ritme de dance similar a un martell» i Gaga el va qualificar d'un àlbum «del que ens manté desperts a la nit i el que ens espanta». El seu llançament va seguir la posada a la venda del seu senzill homònim «Born This Way» l'11 de febrer de 2011, interpretat en directe per primera vegada a la 53a edició dels premis Grammy, que va tenir lloc dos dies després del seu llançament. La temàtica de la cançó fa referència a l'autoacceptació sense considerar l'orientació sexual o el color de pell. Va debutar en el primer lloc del Billboard Hot 100 i es va convertir en el dinovè debut al cim d'aquesta llista i el mil·lèsim senzill número u en la història de les llistes. A més va vendre més de tres milions de còpies digitals als Estats Units cap a l'octubre de 2011. Es va fer un video musical de la cançó, que mostra a Gaga parint una nova raça i presenta imatges surrealistes. Els crítics van destacar-ne les referències artístiques i culturals i van elogiar-ne la concepció. Més endavant, Lady Gaga va viatjar a Sydney per promocionar el seu disc amb un concert al Sydney Town Hall el 13 de juliol de 2011.

Dos senzills més, «Judas» i «The Edge of Glory», juntament amb el senzill promocional «Hair», es van publicar més tard. El video musical del primer, en el que Lady Gaga representa a Maria Magdalena i que presenta figures bíbliques com Jesucrist i Judes Iscariot, va ser criticat per les seves referències religioses. El vídeo, però, va rebre elogis per la seva originalitat i altres van afirmar que no era ofensiu. «Judas», a més, va entrar al Top 10 de nombrosos grans mercats de la indústria musical. Originalment, es va considerar que «The Edge of Glory» seria un senzill promocional, però, a causa del seu èxit comercial, la cançó es va llançar com a senzill acompanyat per un vídeo i va rebre crítiques positives. Després, encara va promocionar i publicar vídeos dels temes «Yoü and I» i «Marry the Night» com a senzills de Born This Way.

Gaga interpretant «Telephone» el 2011.

Després del seu llançament, l'àlbum de Born This Way va vendre 1.108.000 de còpies en la seva primera setmana als Estats Units i va debutar al més alt del Billboard 200, a més d'aconseguir el primer lloc en més de vint països. L'àlbum va tenir ressenyes en general positives dels crítics, els quals van elogiar-ne la varietat d'estils i la veu de Gaga. El 28 d'agost, en la cerimònia de 2011 dels MTV Video Music Awards, Gaga va guanyar dos premis de quatre nominacions i va assistir a l'esdeveniment vestida com Jo Calderone, el seu àlter ego masculí.
En l'edició de 2012 del Llibre Guinness dels rècords, Gaga va figurar com la persona amb més seguidors a Twitter i «Poker Face» va figurar-hi com la cançó que va romandre un nombre més gran de setmanes al Hot Digital Songs, amb un total de 83. Més tard, Gaga va guanyar quatre premis de sis nominacions en les categories dels MTV Europe Music Awards al novembre de 2012: de millor artista femenina, major quantitat de fans, millor cançó i millor vídeo, per «Born This Way». El 14 de novembre de 2011, Gaga i el seu coreògraf i director artístic Laurieann Gibson van deixar de treballar junts, després d'haver-ho fet durant quatre anys. L'assistent de Gibson, Richard Jackson, va ser el seu substitut.
Gaga va llançar un EP especial anomenat «A Very Gaga Holiday» el 22 de novembre de 2011, amb temes nadalencs. El va seguir una presentació en l'especial televisiu en el Dia d'acció de gràcies titulat «A Very Gaga Thanksgiving». La crítica va elogiar l'especial i va arribar a ser vist per 5,749 milions de televidents nord-americans en la seva transmissió original.
Lady Gaga va anunciar a l'agost de 2012 el llançament de la seva primera fragància Lady Gaga Fame de cara al 23 d'agost de 2012 als Estats Units i Regne Unit i l'1 de setembre de 2012 a la resta del món, així com el vídeo promocional d'aquesta, el 13 de setembre al  Guggenheim Museum de Nova York.
Gaga va començar a compondre cançons per al nou àlbum durant la gira mundial d'èxit de promoció de Born This Way anomenada The Born This Way Ball Tour, que va durar fins al 2013.

### 2012-2014:Artpop
Gaga va començar a compondre cançons per al seu nou àlbum durant la gira The Born This Way Ball Tour. Més tard, Gaga va explicar a MTV News que ella i Fernando Garibay estaven treballant en l'àlbum i va afirmar que aquest «començava a florir». Vincent Herbert, administrador de Gaga, també revelà que la cantant estava treballant en el seu pròxim àlbum durant la gira. Gaga va anunciar el títol de l'àlbum, Artpop, l'agost de 2012. L'àlbum estava programat per ser llançat a fins de 2012 i principis de 2013. 

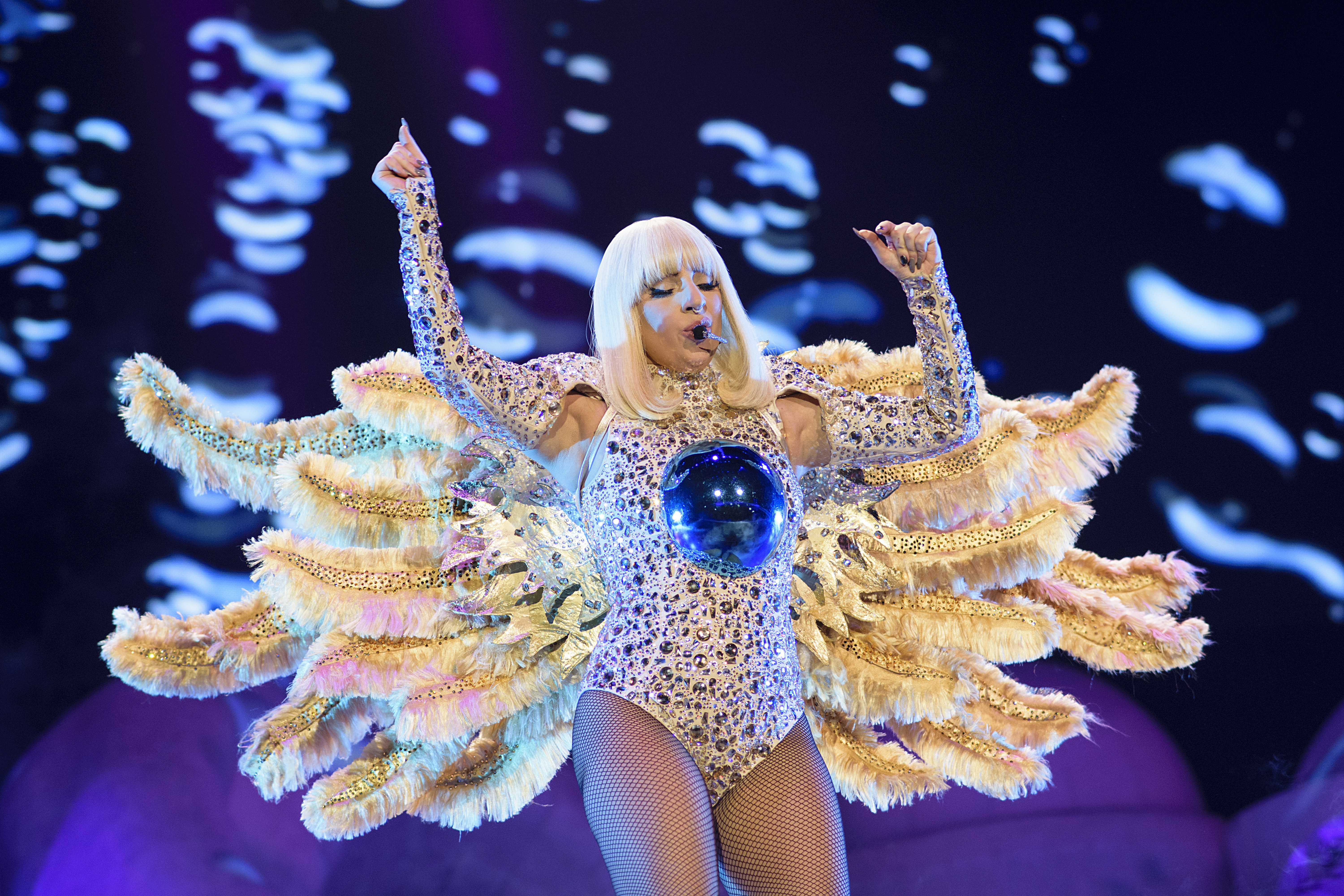
Lady Gaga a Londres, durant la gira Artpop Ball Tour

Paral·lelament, el 2012, Gaga també va fer el seu debut al cinema en una pel·lícula de Robert Rodríguez titulada Machete Kills, en què interpreta el paper de Chameleon.
No va ser fins al 12 de juliol de 2013 que Lady Gaga va anunciar formalment Artpop. La seva publicació va haver-se d'ajornar perquè l'artista hagué de passar per quiròfan al mes de febrer de 2013 per una fractura de maluc. El primer senzill oficial de l'àlbum, «Applause», va sortir el 19 d'agost. El disc va veure la llum el dia 11 de novembre, tot i que es podia reservar a partir de l'1 de setembre.
El dia 1 de setembre Lady Gaga va obrir l'iTunes Festival de Londres, on va estrenar un gran nombre de cançons del disc. La nit de la publicació del disc, va tenir lloc un altre esdeveniment anomenat ArtRave on va presentar moltes cançons del disc per primera vegada. Aquell cap de setmana va actuar a SNL presentant «Gypsy» i «Do What U Want» amb R. Kelly, una cançó que anys després eliminaria de totes les plataformes per les acusacions d'assetjament sexual contra el seu company de cançó. Entre maig i novembre de 2014 Lady Gaga va dur a terme la gira Artrave: The Artpop Ball, amb la qual va passar per Barcelona el dia 8 de novembre.

### 2014-2016:Cheek To Cheek,Til It Happens To YouiAmerican Horror Story
El dia 19 de setembre de 2014, Lady Gaga va publicar un àlbum conjunt amb Tony Bennett, anomenat Cheek To Cheek. Les cançons del disc són versions d'estàndards clàssics del jazz de diversos compositors. El disc va vendre 131.000 còpies durant la seva primera setmana als Estats Units, i va entrar a la primera posició del Billboard 200. Tony Bennett i Lady Gaga van interpretar Cheek To Cheek a la gala dels Grammys del 2014, on van guanyar el premi pel Millor disc de pop tradicional. Tots dos van fer una gira conjunta anomenada Cheek To Cheek Tour entre la nit de cap d'any del 2014 i l'agost del 2015.

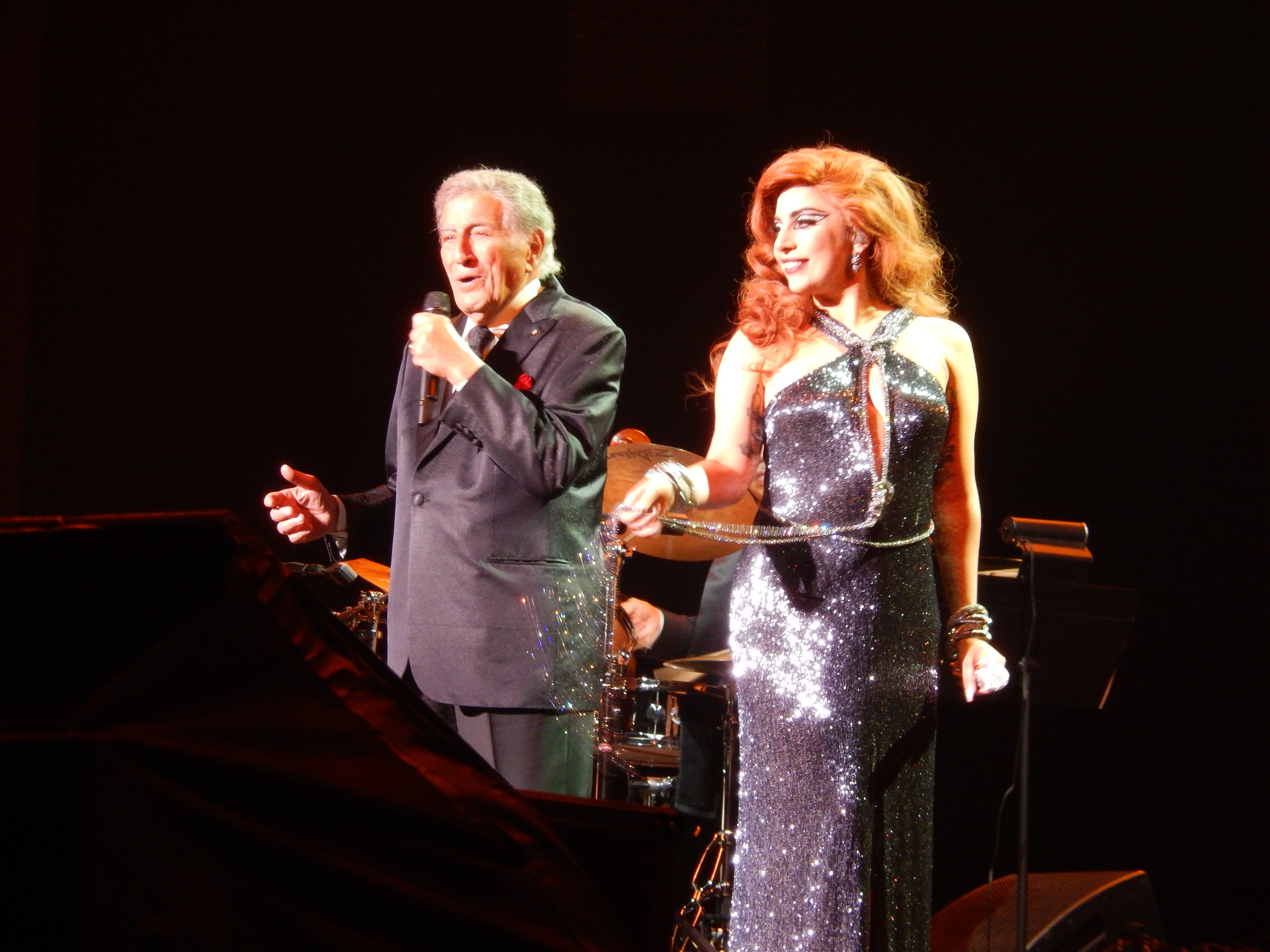
Lady Gaga amb Tony Bennett

El 18 de setembre del 2015, Lady Gaga va llançar «Til It Happens To You», una cançó que Lady Gaga va fer per a la banda sonora de The Hunting Ground, un documental que donava veu a les víctimes de violacions en universitats als Estats Units. Aquesta cançó va ser nominada als Oscars en la categoria de Millor cançó original, que finalment Sam Smith va endur-se. Lady Gaga va ser guardonada com la dona de l'any 2015 per Billboard. «Til It Happens To You» va tenir dues actuacions televisades: una a la gala de Women in Music de Billboard, i l'altra a la gala dels Oscars. La cançó va estar inspirada per la història de la difunta tia de Gaga, Joanne Germanotta, a qui després dedicaria un àlbum. Joanne va ser abusada sexualment a la universitat, cosa que va fer que el lupus que patia empitjorés i morís poc després.
En aquest període, Lady Gaga també va tenir el seu primer paper destacat com a actriu. A la sèrie American Horror Story: Hotel va fer el paper de The Countess, pel que va guanyar un Globus d'Or: el de millor actriu secundària en una sèrie de televisió de l'any 2016. En una entrevista després de la gala al mes de gener de 2016, Gaga va dir que llançaria un àlbum aquell mateix any, però que encara no havia decidit quan.

### 2016-2018: Joanne, Super Bowl, Coachella Festival iThe Cure

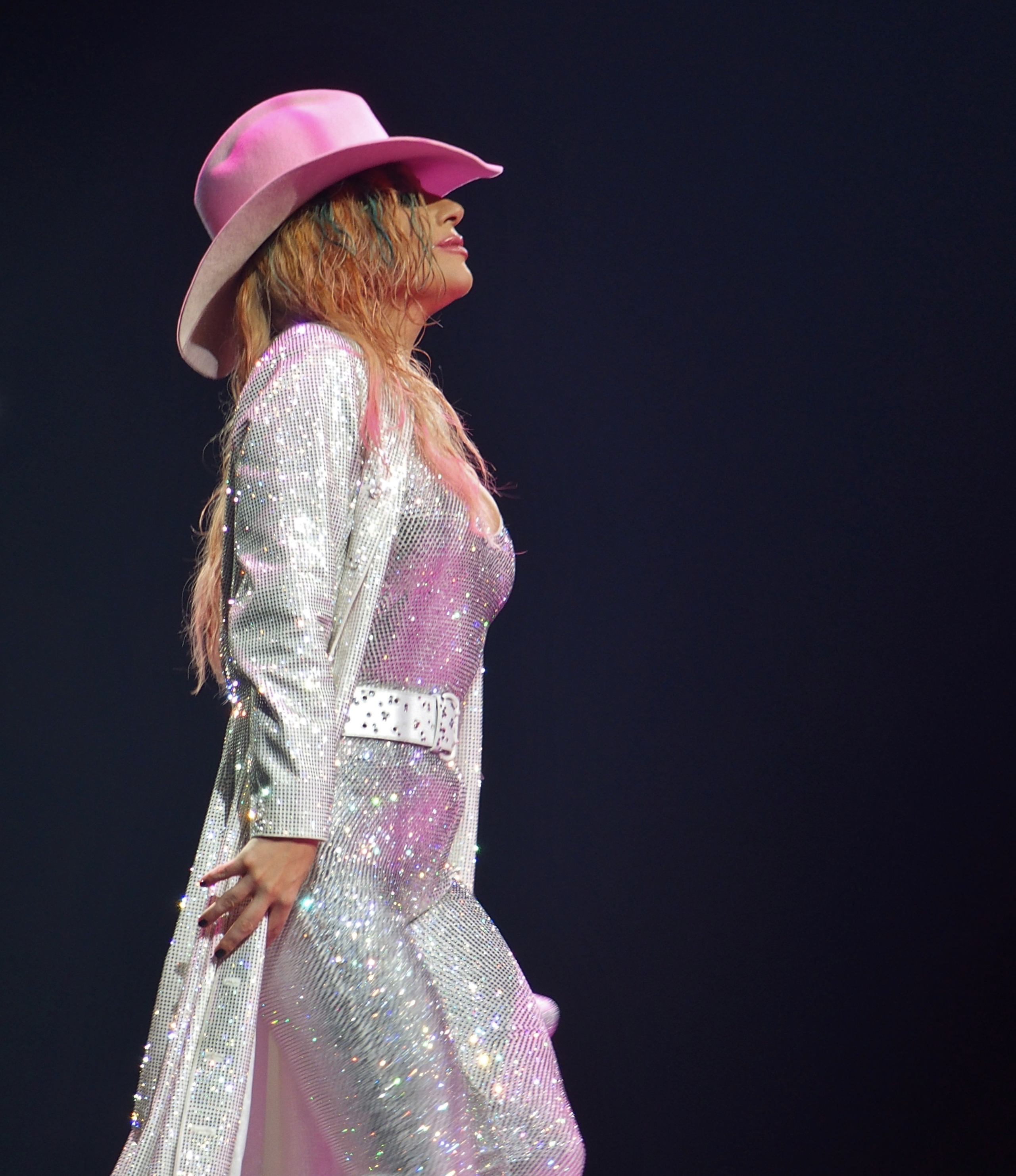
Lady Gaga a Mont-real, Canadà

A mitjan mes d'agost de 2016, Gaga va anunciar que el dia 9 de setembre estrenaria el primer senzill del seu proper àlbum, i va desvelar el títol de la cançó: «Perfect Illusion». Per aquest primer senzill Gaga va treballar amb Mark Ronson, Bloodpop, Kevin Parker i Josh Homme en la cocomposició i la instrumentació. Dies després de l'estrena del primer senzill del projecte, Gaga va anunciar que el disc es diria Joanne, en honor de la difunta germana del seu pare, que no va conèixer, i que l'àlbum sortiria el 21 d'octubre. Abans de la publicació Lady Gaga va avançar dues cançons amb videoclip més: «Million Reasons», la cançó més exitosa del disc, i «A-Yo». Dues cançons més del disc van ser promocionades posteriorment i se'n van fer videoclips: «John Wayne», que tanmateix no va ser llançada com a senzill ni enviada a les ràdios, i «Joanne», que Gaga va tornar a enregistrar al piano i va llançar com a senzill sota el nom «Joanne (Where Do You Think You're Going)» el gener del 2018. Aquest va ser el senzill de comiat del disc.
Lady Gaga va actuar a la mitja part de la Super Bowl el dia 5 de febrer de 2017, convertint-se en una de les poques artistes que ho ha fet sense cap convidat. L'actuació va ser qualificada per molts com una de les millors de la història de l'esdeveniment esportiu. Els dies previs a l'esdeveniment estan enregistrats a Gaga: Five Foot Two, un documental de Netflix amb Lady Gaga com a protagonista. L'única cançó de Joanne que va cantar durant la seva actuació a la Super Bowl va ser «Million Reasons». La setmana següent, aquesta cançó va situar-se al número 4 del Hot 100 de Billboard, i va ser el catorzè senzill seu que aconseguia situar-se entre les deu primeres posicions de la llista de senzills estatunidenca. El dia després de l'actuació, Gaga va anunciar la seva propera gira: el Joanne World Tour, amb dates a Europa i Amèrica del Nord.
Una altra actuació destacada que va tenir lloc durant l'era Joanne va ser la de Coachella, que va ser enregistrada professionalment. Va actuar als dos caps de setmana del festival, els dies 15 i 22 d'abril del 2017. Durant la primera de les dues actuacions va estrenar una nova cançó anomenada The Cure, que es va publicar oficialment un cop finalitzada l'actuació. The Cure va ser un èxit moderat en alguns mercats.
Tal com estava previst, la gira Joanne World Tour va començar el dia 1 d'agost de 2017 a Vancouver, Canadà. Malhauradament va haver de cancel·lar la secció europea i va haver de cancel·lar el concert al Rock In Rio (l'únic que anava a fer a Sud-amèrica) a causa de la fibromiàlgia. Les dates europees es van reprogramar per principi de 2018, però els problemes de salut van tornar, i va haver de cancel·lar alguns dels concerts definitivament. Aquesta gira va comptar amb dos concerts a Barcelona, inicialment programats pels dies 21 i 22 de setembre, i que finalment van tenir lloc els dies 14 i 16 de gener del 2018.
En total el disc Joanne ha estat nominat a tres Grammys: a l'edició del 2018, l'àlbum estava nominat el millor àlbum pop vocal i «Million Reasons» a la millor interpretació pop solista. Gaga va perdre ambdues categories, en les quals Ed Sheeran va triomfar amb el seu disc Divide i la cançó «Shape Of You». L'any següent, van nominar «Joanne (Where Do You Think You're Going)» com a la categoria de millor interpretació pop solista, i va guanyar. Gaga també va guanyar dos EMAs i un AMA durant l'era Joanne.

### 2018-2020:EnigmaiA Star is Born

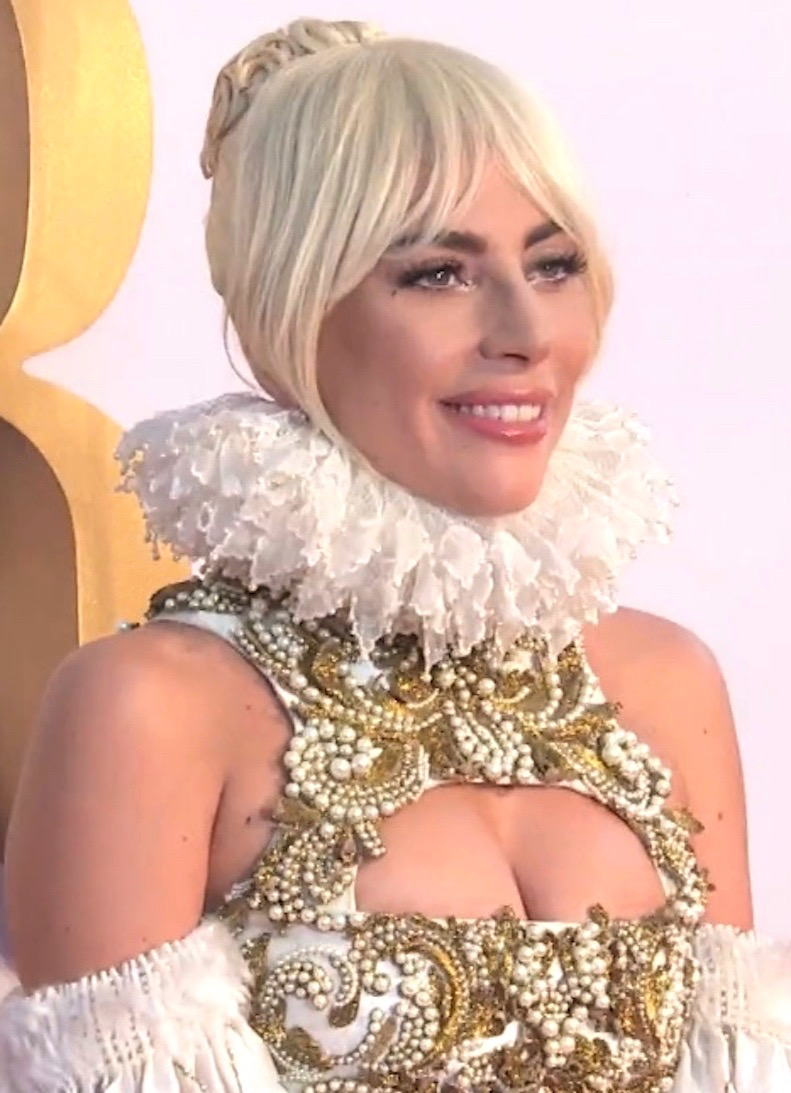
Lady Gaga en una premiere d'A Star is Born a Londres

El 7 d'agost de 2018, després d'un període de descans pels seus dolors crònics i d'haver treballat a la pel·lícula A Star Is Born fent el personatge d'Ally, Gaga va anunciar que iniciaria una residència de concerts al Park Theater de Las Vegas. El contracte milionari consistia en 23 espectacles musicals, majoritàriament de repertori pop, però també amb quatre sessions dedicades a la música jazz acústica.
El dia 31 d'agost de 2018, al Festival de Venècia, es va projectar per primera vegada la nova versió d'A Star Is Born, dirigida per Bradley Cooper i protagonitzada per ell mateix i Lady Gaga. Malgrat ser una adaptació d'una pel·lícula musical, des d'un principi es va deixar clar que contindria cançons originals compostes per Gaga. La pel·lícula va estrenar-se el dia 5 d'octubre. Va recaptar més de 433 milions de dòlars arreu del món (382,4 milions d'Euros) i va estar nominada a vuit Oscars.
La banda sonora de la pel·lícula també es va posar a la venda el dia 5 d'octubre. El senzill «Shallow», estrenat una setmana abans del disc, va convertir-se en un gran èxit a nivell mundial i un dels senzills més exitosos de la carrera de Gaga. Va arribar al número 1 d'un gran nombre de països com Suècia, el Regne Unit, els Estats Units, Canadà o Austràlia; i va guanyar un gran nombre de premis entre els quals destaquen dos premis Grammy, un Oscar a millor cançó original i un Globus d'Or. «A Star is Born» va guanyar el premi BAFTA a millor banda sonora, així Lady Gaga va ser la primera dona compositora en obtenir un premi BAFTA.
«Always Remember Us This Way» fou promocionada com a segon senzill en alguns mercats europeus, però no als Estats Units. El gener del 2020, Lady Gaga va guanyar dos grammys més per la banda sonora: el de millor compilació per una banda sonora i el de millor composició original per un mitjà audiovisual per «I'll Never Love Again».
Paral

#### 2012-2019:Haus Laboratories
L'any 2012, Lady Gaga i el seu equip creatiu Haus of Gaga van treure al mercat una marca pròpia de productes cosmètics, Haus Laboratories. Inicialment amb els perfums Lady Gaga Fame i Eau de Gaga, a partir del 2019 la marca es va reinventar i va treure al mercat diversos productes de maquillatge exitosos. Tots els productes són vegans i en les campanyes fomenta la inclusivitat dels homes en el món del maquillatge.

### 2020-present:One World Together at HomeiChromatica

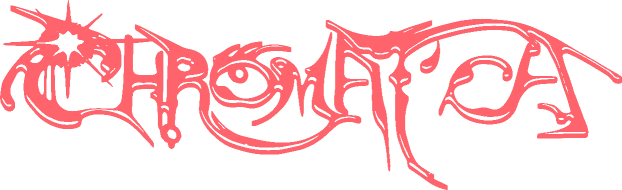
Logotip de l'àlbum Chromatica (2020)

El dia 25 de febrer del 2020, Lady Gaga va anunciar el llançament de «Stupid Love» pel divendres 28 del mateix mes. Va ser el primer senzill del seu sisè àlbum d'estudi Chromatica, previst inicialment per al 10 d'Abril. Finalment, a causa de la pandèmia per coronavirus i l'intens esforç de Gaga per ajudar a combatre-la (organitzant, per recaptar fons per a la investigació, l'anomenat One World: Together at Home amb gran nombre d'artistes), la publicació del sisè àlbum d'estudi amb cançons originals de Gaga es va posposar fins al 29 de maig de 2020.
El 22 de maig va publicar el senzill i videoclip de «Rain On Me», en col·laboració amb Ariana Grande, i el 28 de maig va estrenar «Sour Candy», una col·laboració amb el grup sud-coreà Blackpink.
A l'edició del 2020 dels Video Music Awards, Lady Gaga va ser l'artista més guardonada. Va obtenir cinc premis, entre els quals el de cançó de l'any per «Rain on Me» i el d'artista de l'any. Rain on Me també va ser premiada amb el Grammy al millor duo pop, cosa que la va convertir en la primera cançó interpretada únicament per dones en guanyar aquest guardó.

#### 2021-2022:Love For Sale, House of GucciiHold My Hand

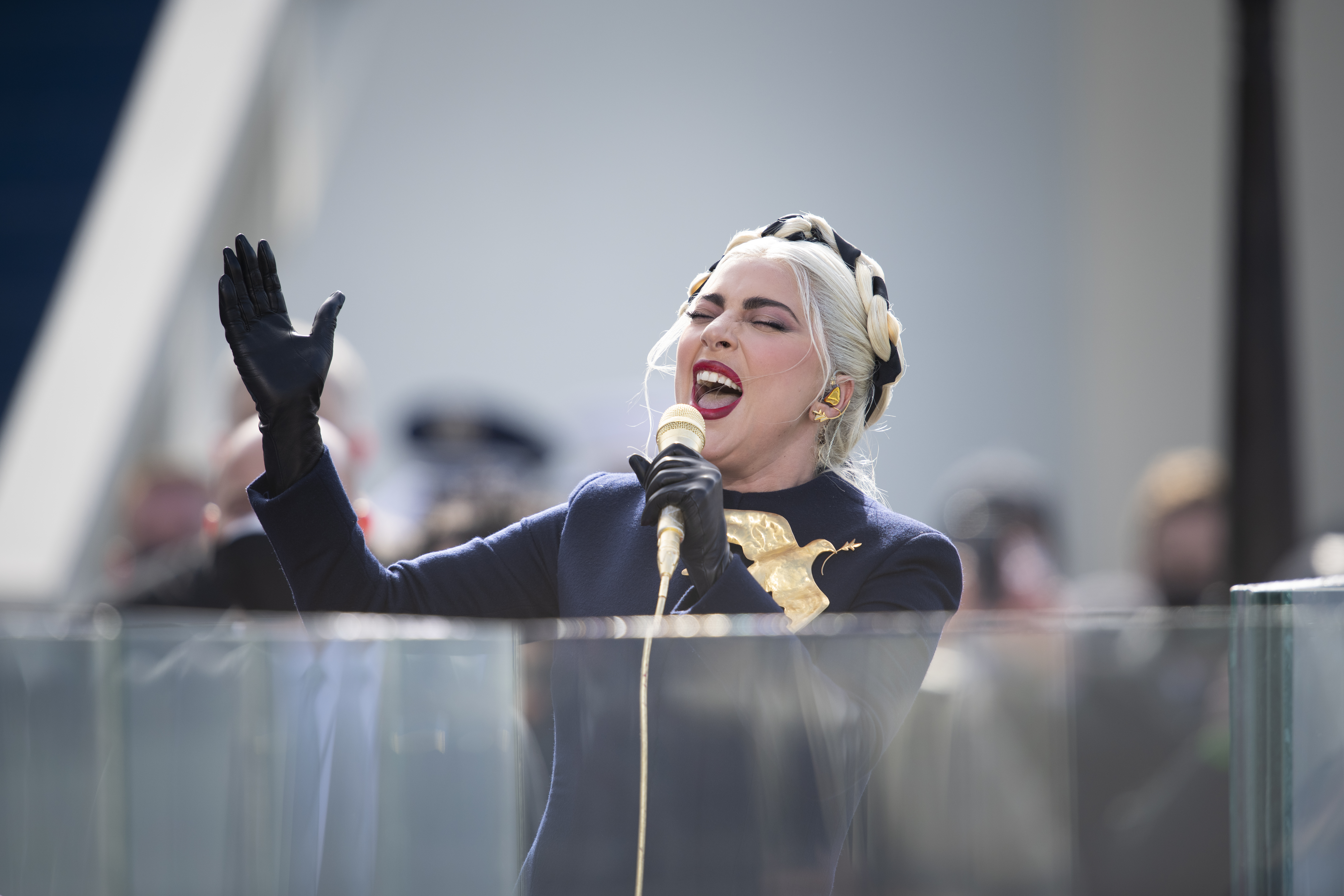
Gaga cantant l'himne nacional dels Estats Units a la investidura presidencial de Joe Biden el gener de 2021

Lady Gaga va ser l'escollida per interpretar l'himne dels Estats Units durant la cerimònia d'inici de la primera legislatura de Joe Biden com a president del país el 20 de Gener.
Durant la primera meitat del 2021, Lady Gaga va ser a Itàlia per la filmació de La Casa Gucci, dirigida per Ridley Scott i amb Adam Driver com a co-protagonista, en què Gaga interpreta el paper de Patrizia Reggiani. El primer tràiler de la pel·lícula es va publicar el 30 d'agost, i la pel·lícula s'estrenà el 24 de Novembre del 2021 als Estats Units i el 26 de Novembre a Espanya.
El 3 d'agost, Lady Gaga va anunciar el segon disc de duets amb Tony Bennett. S'anomena Love For Sale, sortirà l'1 d'octubre i consistirà en reinterpretacions de diverses composicions de Cole Porter. L'anunci va ser acompanyat de l'estrena d'una de les cançons que formarà part del projecte, I Get A Kick Out Of You.
El 30 d'agost del 2021, Lady Gaga va anunciar oficialment Dawn of Chromatica, un disc de remescles del seu sisè àlbum d'estudi, anomenat Chromatica i publicat l'any anterior. Dawn of Chromatica arribaria a les plataformes digitals el dia 3 de Setembre.
Lady Gaga va treballar com a compositora a la banda sonora de Top Gun: Maverick juntament amb Hans Zimmer. A banda de les seves aportacions com a compositora, també va interpretar la cançó "Hold My Hand".

## Art, moda i imatge
Lady Gaga ha rebut les influències de nombrosos artistes que van des de músics de dance-pop com Madonna i Michael Jackson a cantants de glam rock com David Bowie i Queen, així com va aprendre l'art teatral d'artistes com Andy Warhol i els seus propis començaments com a actriu. Gaga ha estat comparada amb la cantant Madonna, que va admetre veure's reflectida en ella. En resposta a això, la cantant va afirmar: «No vull sonar arrogant, però he complert el meu objectiu de revolucionar la música pop. L'última revolució havia estat iniciada per Madonna fa 25 anys» i, a més, va comentar que «en realitat no hi ha una fan de Madonna que l'adori i estimi tant com jo. Sóc el seu fan número u, en l'àmbit personal i professional». Igual que Madonna, Gaga es va reinventar a si mateixa i en els anys de la seva carrera, ha tingut com inspiracions una varietat d'artistes com ara Whitney Houston, Britney Spears, Grace Jones, Cyndi Lauper, la cantant de Blondie Debbie Harry, Scissor Sisters, Prince, Marilyn Manson i Yoko Ono.
Gaga va reconèixer que la moda és una gran influència per a ella i el seu estil es va comparar amb les angleses Leigh Bowery i Isabella Blow, a més de la cantant estatunidenca Cher. Comenta que «de nena, d'alguna manera va captar el sentit estètic avantguardista de Cher i se'l va apropiar». Va considerar Donatella Versace com a la seva musa i el dissenyador d'última tendència i amic proper Alexander McQueen una inspiració. Entertainment Weekly va col·locar els seus vestits a la seva llista de «millors del final de la dècada» i ha comentat sobre aquesta qüestió: «Sigui un vestit fet de Muppets o de bombolles acomodades en forma estratègica, les vestimentes extravagants de Gaga han portat l'art de l'actuació al ''mainstream''». Gaga va debutar a la passarel·la a l'espectacle de moda de Thierry Mugler a París el març de 2011, on va vestir roba de la primera col·lecció de Nicola Formichetti per dones. En juny del mateix any, va guanyar el premi d'«icona de la moda» lliurat pel Council of Fashion Designers of America.
Basat en la Factory d'Andy Warhol, Gaga té el seu propi equip de producció artística que dirigeix personalment, anomenat Haus of Gaga. Aquest equip dissenya gran part del seu vestuari, escenografia i pentinats, entre d'altres.

## Activisme

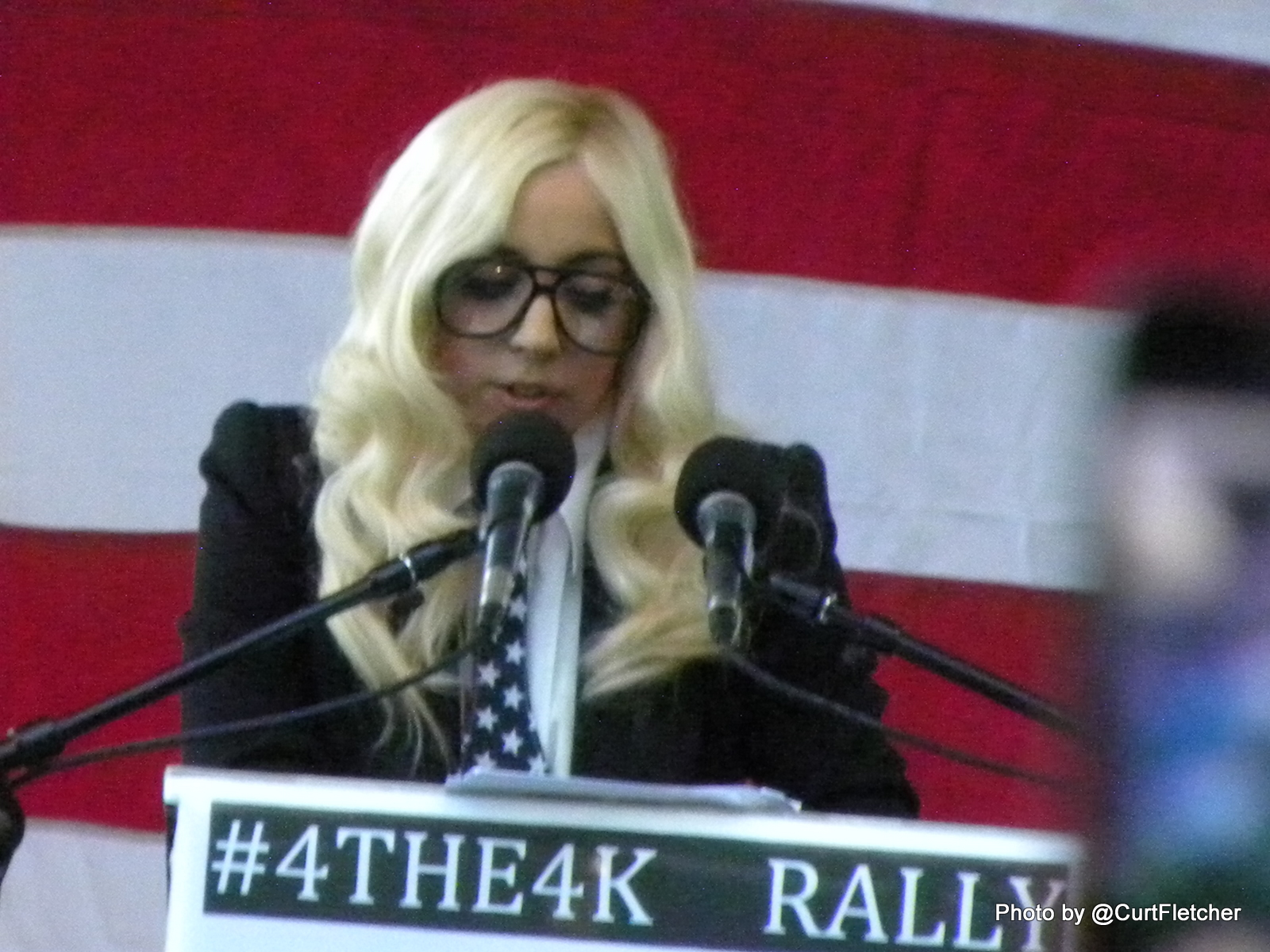
Lady Gaga l'any 2010, en un acte a favor dels militars estatunidencs LGBT

Gaga està i ha estat involucrada en diverses campanyes de concienciació, activisme i progrés social.
Destaquen les seves mostres de suport i accions per la comunitat LGTB. Ha parlat públicament en actes reivindicatius de les persones LGBT i va mostrar amplis gestos de suport i de record a les víctimes de l'atemptat terrorista a la discoteca Pulse d'Orlando l'any 2016, així com també ha introduït missatges inclusius cap a la comunitat a les seves cançons (sobretot en el tema «Born This Way»), entre moltes altres coses.
També s'ha fet palesa la seva preocupació per la salut mental dels joves (amb la creació juntament amb la seva mare Cynthia de la Born This Way Foundation, per ajudar els joves i erradicar l'estigma dels trastorns mentals) i la voluntat de col·laboració durant la pandèmia de COVID-19 (l'any 2020, va organitzar un esdeveniment en línia per recaptar fons anomenat One World: Together at Home, a la qual col·laboraren multitud de personalitats). En aquesta línia, les seves originals mascaretes a la gala dels MTV VMA del 2020 i els seus missatges a favor de portar mascareta com a "signe de respecte" van causar gran ressò.

## Posicions polítiques

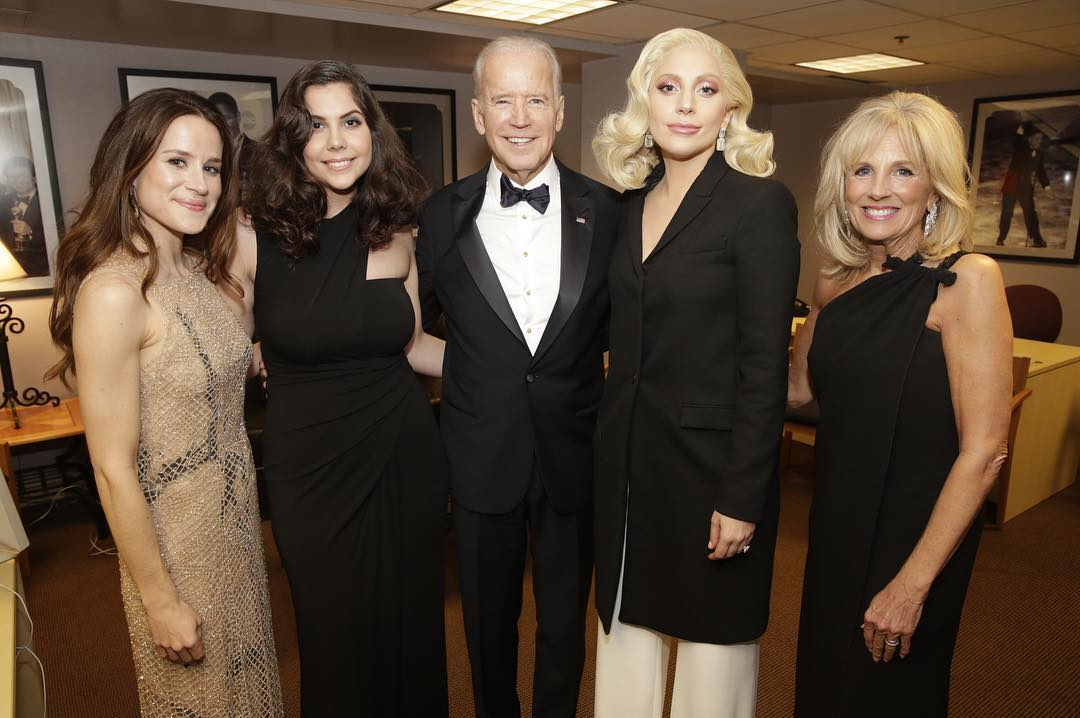
Lady Gaga amb la família Biden i la seva germana Natali

Lady Gaga és obertament simpatitzant del Partit Demòcrata dels Estats Units i ha estat especialment crítica amb la presidència de Donald Trump.
L'any 2011 va cantar en la celebració del 65è aniversari de l'expresident dels Estats Units demòcrata Bill Clinton juntament amb Bono, Stevie Wonder i Usher, entre d'altres. Anys després, va implicar-se en les campanyes presidencials dels Estats Units de 2016, a favor de la candidata demòcrata Hillary Clinton, i de 2020, en què va donar suport al candidat Joe Biden. De fet, l'any 2020 va actuar en l'acte de fi de campanya dels demòcrates i al gener següent, després de la victòria electoral de Biden, es va anunciar que seria l'encarregada de cantar l'himne nacional dels Estats Units a l'acte d'investidura presidencial de Joe Biden i Kamala Harris del 20 de gener de 2021.

## Vida privada
Durant l'estapa escolar, Germanotta va patir assetjament. Segons la seva mare Cynthia, els seus companys de classe no acceptaven que fos una noia diferent, cosa que li va suposar humiliacions, burles i aïllament. Tot això va influir en la seva manera de ser i va passar de ser una nena feliç a una adolescent que dubtava d'ella mateixa i tenia baixa autoestima. Els companys de classe van arribar a crear un grup a Facebook amb el nom "Stefani Germanotta, mai no seràs famosa". També va patir violacions i abusos sexuals repetidament quan tenia 19 anys. Aquests traumes li han provocat un trastorn per estrès posttraumàtic, amb atacs de pànic, ansietat i altres problemes de salut mental, pels quals assisteix a teràpia psicològica.

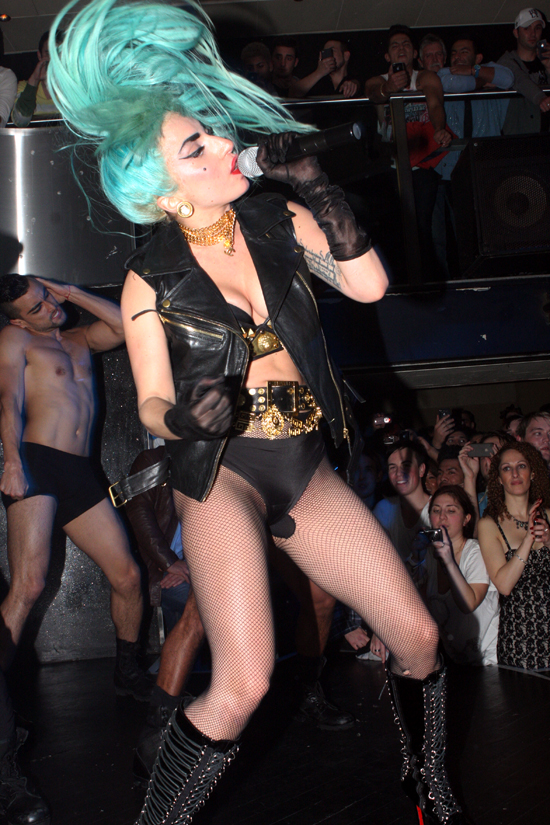
Com a esquerrana, Lady Gaga agafa el micròfon principalment amb la mà esquerra

S'han conegut diverses parelles de Lady Gaga que, tot i ser obertament bisexual, només ha tingut parelles estables masculines. Pels volts de l'any 2005 començà una relació amb el productor Rob Fusari, coautor del tema Poker Face, amb qui acabà malament. Poc després, publicat ja el seu primer àlbum The Fame, Germanotta començà una relació amb el cantant Luc Carl, la qual s'acabà definitivament l'any 2011. També tingué una breu relació de dos mesos amb el dissenyador Matthew Williams. L'any 2011, durant la gravació del videoclip de "Yoü and I", va conèixer l'actor Taylor Kinney, amb qui inicià una relació. Tot i tenir plans de casar-se i comprometre-s'hi, van acabar separant-se l'any 2015. Entre 2017 i 2019, mantingué una relació amb l'agent Christian Carino, amb qui també es va estar a punt de casar. Després de desmentir-se els rumors d'amor entre ella i Bradley Cooper, Germanotta va començar una relació amb el multimilionari Michael Polansky, la seva parella actual.
L'any 2017, Germanotta va anunciar que patia fibromiàlgia. Aquesta malaltia, que li provoca forts dolors corporals, la va obligar a posposar la gira europea de Joanne World Tour, i finalment a suspendre-la definitivament, poc després de fer els dos concerts previstos a Barcelona, als quals va convidar representants de l'Associació Catalana de Fibromiàlgia.
És esquerrana.

## Discografia
Àlbums d'estudi
- The Fame (2008)
- The Fame Monster (extended play, 2009)
- Born This Way (2011)
- Artpop (2013)[120]
- Joanne (2016)
- Chromatica (2020)
- Mayhem (2025)

Altres discos
- Red and Blue (2006). Primer disc que va enregistrar sota el nom de Stefani però que no va ser llançat comercialment.
- The Cherrytree Sessions (2009). EP amb versions acústiques de tres cançons de The Fame («Just Dance», «Eh Eh...» i «Poker Face») enregistrades en directe.
- The Remix (2010). Col·lecció de remescles de cançons de The Fame i The Fame Monster.
- A Very Gaga Holiday (2011). Recull de temes nadalencs.
- Born This Way: The Remix (2011). Col·lecció de remescles de les cançons de Born This Way.
- Cheek To Cheek (2014, amb Tony Bennett). Versions de cançons clàssiques de jazz de diversos compositors.
- A Star is Born (2018, amb Bradley Cooper). Banda sonora de la pel·lícula homònima.
- Dawn of Chromatica (2021) Col·lecció de remescles de les cançons de Chromatica.
- Love For Sale (2021, amb Tony Bennett)

DVDs d'actuacions en directe
- Monster Ball Tour (2011)
- Cheek To Cheek: Live (2014)

## Filmografia

### Pel·lícules
- Machete Kills (2013)
- Sin City: A Dame to Kill For (2014)
- A Star Is Born (2018)
- House of Gucci (2021)
- Joker: Folie à Deux (2024)

### Sèries
- American Horror Story: Hotel (2015-2016)
- American Horror Story: Roanoke (2016)

### Documentals
- Gaga: Five Foot Two (2017)

## Gires
- The Fame Ball Tour (2009)
- The Monster Ball Tour (2009–2011)
- The Born This Way Ball Tour (2012-2013)
- ArtRave: The Artpop Ball (2014)
- Joanne World Tour (2017-2018)
- Las Vegas Residency: Enigma (2018-2020)

## Guardons
Des del seu primer àlbum The Fame fins a l'actualitat, Lady Gaga ha estat nominada i premiada a molts premis de música, actuació i moda. Entre d'altres, alguns dels més destacats són els següents:
- Premis de l'Acadèmia de Cinema (Oscars): 1 premi a la Millor Cançó Original ("Shallow") de 3 nominacions.[121]
- Premis Globus d'Or: 2 premis de 4 nominacions.[122][123]
- Premis Emmy: 4 nominacions.[124][125][126]
- Premis Grammy: 13 premis de 31 nominacions.[127]
- American Music Awards: 3 premis de 16 nominacions.
- Brit Awards: 3 premis de 5 nominacions.
- Billboard Music Awards: 7 premis de 38 nominacions.
- MTV Video Music Awards: 18 premis de 38 nominacions (artista més premiada després de Beyoncé i Madonna).[128][129][130][131]
- MTV Europe Music Awards: 12 premis de 35 nominacions.
- MTV Movie & TV Awards: 3 premis de 4 nominacions.
- People's Choice Awards: 3 premis de 23 nominacions.
- Teen Choice Awards: 3 premis de 27 nominacions.
- LOS40 Music Awards: 2 premis de 6 nominacions.[132]
- Glamour Awards: 1 premi de 6 nominacions.
- Rècords Guinness: 14 rècords.[133]